# Архі (напій)
Монгольський Архі (Монгол Архи) - світлий напій з ісгелен тараг (Ферментований йогурт) (також використовується кефір, іноді кумис/айраг)., який вживають нерозбавленим, як правило, знежиреним.
Цей абсолютно прозорий напій користується хорошою репутацією, особливо серед монгольських чоловіків, тому що традиційно він був найміцнішим напоєм. Як продукт промислового виробництва відсутній, і на відміну від Airag він рідко продається широкому загалу. Найліпшою нагодою скуштувати його буде запрошення гостем в юрту родини кочівників.

## Приготування
- Кефір ставлять у вок на плиту.
- Зверху воку ставиться спеціальний чан без верху і дна.
- У центрі чана колекторна чаша з’єднана з дерев’яним каналом, що виходить через стіну.
- Зверху чана другий вок служить кришкою, наповнений холодною водою.
- Коли плита розпалюється, то кефір випаровується, починаючи зі спирту.
- Пара конденсується, коли вона торкається холодної кришки, а завдяки опуклій формі вона стікає прямо в колектор у центрі.
- Холодна вода зверху двічі замінюється. Перший раунд дає найвищу якість алкоголю, третій і останній раунд – найнижчу.
- Дерев'яний канал відводить конденсат в банку або пляшку.

Відсутність контролю температури за допомогою простого обладнання призводить до концентрації лише приблизно 10% алкоголю, що можна порівняти з вином, ніж з більшістю інших спиртних напоїв. Кінцевий продукт має дещо казеозний смак, з легким прогірклим відтінком. Може знадобитися трохи звикнути, але Mongol Arkhi прийнятної якості безперечно приємний. З іншого боку, результат третьої фази дистиляції може мати смак, наче крізь нього пройшов козляча отара.
За винятком неконтрольованої дистиляції бренді та інших фруктових наливок, немає ризику утворення метилового спирту. Сумнозвісний «деревний спирт» походить з клітинного матеріалу рослин (шкірки, стебла). Оскільки Монгол Архі готується виключно з молока без будь-яких рослинних інгредієнтів, то в результаті бродіння неможливо отримати метиловий спирт.

## Субпродукти
Пюре, що залишилося, просівають насухо через тканину і використовують для виробництва Aaruul. Результат має сильніший аромат і більшу кислотність, ніж звичайний Aaruul.
Якщо пюре не висушене, воно закінчується як Aarz. Це чимось схоже на сир, і його можна використовувати як інгредієнт для супу.